# Louis Delwarde
Louis-Joseph Delwarde (1801-1859) was lid van het Belgisch Nationaal Congres.

## Levensloop
Delwarde studeerde rechten aan de Rijksuniversiteit Leuven. Zowel in 1822 als in 1823 schreef hij een winnende inzending op de jaarlijkse academische prijsvragen. Een van deze bekroonde verhandelingen werd gepubliceerd onder de titel Responsio ad quaestionem ab Ord. Iurec. propositam: Quid sit exceptio rei venditae et traditae, quae eius fundamenta, qui effectus, cui et contra quem venditus, quisnam sit eius usus in actione Publiciana? (Leuven, 1826). Hij behaalde zijn doctoraat in de rechten op 7 februari 1824 met een proefschrift over eigendomsoverdracht.
Hij werd rechter bij de rechtbank van eerste aanleg in Dendermonde. In oktober 1830 werd hij door de kiezers van het arrondissement Aalst verkozen tot lid van het Nationaal Congres. Met 25 tussenkomsten betoonde hij een redelijk actieve deelname. Hij werd tot de groep van de antiklerikalen gerekend en sprak zich aanvankelijk uit voor een aanhechting bij Frankrijk, desnoods onder de vorm van een personele unie met koning Louis Philippe als monarch voor beide landen. Met zijn 29 jaar behoorde hij tot de groep van twintig leden die minder dan 30 jaar oud waren. Hij behoorde ook tot de kleine groep overtuigde republikeinen en gaf hierover een uiteenzetting met zijn argumenten. Hij ondersteunde ook Alexandre de Robaulx die op 14 februari 1831 nogmaals de uitroeping van de republiek voorstelde.
Hij was ook tegenstander van opname in de Grondwet van de mogelijkheid tot adelsverheffing of toekenning van adel en titels, zeker als dit erfelijk was. Zijn tussenkomsten hierover, net als die van Lucien Jottrand en Pierre-Guillaume Seron werden op langdurige algemene hilariteit onthaald.
Ondanks zijn overtuigingen, stemde Delwarde uiteindelijk nogal in overeenstemming met de meerderheid. Hij was er niet voor de stemming over de onafhankelijkheidsverklaring, maar enkele dagen later stemde hij in met de eeuwigdurende verwijdering van de Nassaus. Hij stemde voor de hertog van Nemours en sprak trouwens de argumenten uit waarom hij tegen de hertog van Leuchtenberg was. Hij stemde vervolgens voor Surlet de Chokier als regent. Ten slotte stemde hij voor Leopold van Saksen Coburg en voor de aanvaarding van het Verdrag der XVIII artikelen.
Na het einde van de werkzaamheden van het Congres trok Delwarde weer naar zijn rechtbank. Bij de grote reorganisatie van de rechtbanken in oktober 1832 werd hij rechter bij de rechtbank van eerste aanleg in Antwerpen en dit tot in 1840. De publicatie hieronder vermeld toont aan dat hij intellectueel actief bleef. De studie die hij publiceerde werd aangewend om in de Kamer amendementen op het betrokken wetsvoorstel in te dienen.
Hij was ook enkele jaren provincieraadslid van Oost-Vlaanderen.

## Publicatie
- Observations sur le projet de loi sur la compétence en matière civile, présenté aux Chambres belges, comparé avec le projet de loi adopté en France par la Chambre des dépités, Antwerpen, 1838.